# Симчич Василь Ілліч
Васи́ль Іллі́ч Си́мчич (нар. 8 січня 1915, Середній Березів, тепер Косівського району, Івано-Франківської області — пом. 1 березня 1978, Коломия) — український актор, режисер. Заслужений артист УРСР.

## Життєпис
Народився 8 січня 1915 року в селі Середній Березів Печеніжинського повіту в родині землероба Іллі Симчича-Березовського. У КПРС не перебував. Нагороди — Грамота президії Верховної Ради УРСР. 

Різнобічний талант виявляв у графіці, музиці, декламуванні, спорті. Як згадує лікар і енциклопедист Ілля-Роман Ткачук, громадянин США: 
«Василь Симчич був малярем-графіком. Він малював заголовні сторінки часопису „Плай“. Пам'ятаю, що на одній з них зображено гуцула з трембітою на тлі гір. „Плай“ — це учнівський журнал Коломийської української гімназії, що виходив 1932—1934 роках. Вийшло приблизно 15 чисел…»
 Один примірник журналу «Плай» зберігається в домашньому архіві сина Зіновія (ч. 6—7 за березень—квітень 1933 року).
Грав на гітарі, мандоліні, фортепіано. Збереглося «Запрошення на святочний концерт з нагоди 120 роковин народження Тараса Шевченка, який улаштовує молодь української державної гімназії в Коломиї 5 травня 1934 року в залі „Каси ощадності“. Початок точно о 20-й годині. Програму другого відділу відкриває: Т. Шевченко «Гамалія» — декламація, Симчич В. уч. VI кл.» 

Привертає увагу інформація, вміщена в журналі «Плай» березень — квітень 1933 р. під рубрикою «Спорт»:
Відбулися «Загальні збори» «Спорт» гуртка, на яких вибрано нову старшину. Головою став т. Симчич (VI кл.). Назначено провідників поодиноких секцій і пополудневих вправ. Сподіваємось, що нововиборна старшина візьметься енергійно до праці й причиниться до піднесення фізичної культури в нашій гімназії.
А ще цікавий спогад в книжці «Неопалимі дороги» уже згадуваного д-ра Іллі-Романа Ткачука:
Перші роки в гімназії не були легкі. 3 бурси до школи ми ходили поодиноко, часто зі страхом, бо по дорозі на нас, головно селюхів, нападали міські батяри, звичайно поляки. Ми не вміли битися, то, природно, рятувалися втечею. На щастя, раз на поміч нам прийшов старший товариш, гуцул з Березова, Василь Симчич. Це був високий, здоровий і плечистий, добре вигімнастикований, найкращий атлет нашої гімназії. Він так збив батярів, що від тоді вони боялися зачіпати школярів. В ті роки, під час спільної шкільної павзи, на подвір'ю на нас нападали польські гімназисти. Обі школи були частинами того самого бльоку з одним спільним подвір'ям. Поляки мали свого Голіята-силача Попєля, а ми покладалися на спритного Симчича. Звичайно ми вигравали, хоч ніколи перші не починали бійки.
З 1926 по 1934 рік Василь закінчив у Коломийській гімназії I-VII класи (II клас — повторно). 21.08.1934 Кураторія Львівського шкільного округу розпорядженням № II-20165/3 перевела лідера української молоді до Станиславівської української гімназії, де Василь Симчич-Березовський закінчив VIII клас і 8.06.1935 успішно здав випускні екзамени попри важку форму ангіни.
Як згадував сам Василь Ількович, великою школою стала для нього драматична студія при Львівському інституті ім. Лисенка, якого керувала Леся Кривицька. Після закінчення гімназії, наступні два роки працював актором у театрі «Заграва». В комедії на 3 дії з купецького життя «Муравлі» Григора Лужницького зіграв роль Коморника. 
1937-го року, після смерті батька, змушений був повернутись додому, щоб допомагати матері в господарстві. А попри це заняття — вступив до Львівської Вищої торговельної школи, яку він закінчив у 1939 році й отримав призначення на учительську працю у своє село.
Івано-Франківська просвітянська газета «Новий час» за 21 січня 1995 року писала: «Навесні 1939 року Василь Симчич разом з групою студентів добровільно брав участь у героїчних подіях проголошення Закарпатської України Августином Волошином. Мадяри арештували українських добровольців і мали їх розстрілювати. Виручив хлопців Василів вуйко — отець Сулятицький, який через зв'язки з Митрополитом Андреєм Шептицьким домігся визволення молодих хлопців із Станіславської в'язниці, куди вони були передані на вимогу польських властей».
Повернувшись додому, Симчич не обмежувався лише викладанням української мови і літератури. У Середньоберезівській школі він почав гуртувати навколо себе учнівську молодь, прищеплювати їй любов до аматорської сценічної творчості.
У 1940 році Василь Симчич направлений на тримісячні курси мовників у Станіслава, після яких вступив до учительського інституту на заочне відділення. Війна застала в Харкові, де перебував з екскурсійною групою. 
В 1947 році разом з групою акторів Коломийського театру та інтелігенції міста Симчича було заарештовано за зв'язки з ОУН. 3і слів сотенного УПА «Кривоноса» (Мирослава Симчича) є припущення, що його не взяли в УПА тільки тому, щоб зберегти його акторський талант.

## Акторські та режисерські роботи
Переглядаючи репертуарний лист актора Василя Симчича за час роботи в Коломийському драмтеатрі ім. Я. Галана від 1944 по 1962 рр. можна судити про амплітуду сценічних можливостей актора.
- Часник — «В степах України» О. Корнійчука.
- Вітровий — «Калиновий гай» —  — * Платон — «Платон Кречет» —  — * Малінін — «Любов Ярова» — К. Триньова
- Гриціан — «Весілля в Малинівці» — Юхвіда
- Тарас — «Ніч і полум'я» — М. Зарудного
- Коршун — «КаштанКоршун» — В. Собка
- Микита — «Дай серцю волю» — М. Кропивницького
- Василь — «Циганка Аза» — М. Старицького
- Гриць — «Ой, не ходи Грицю» — М. Старицького
- Василь — «Лимерівна» — П. Мирного
- Омелько — «Мартин Боруля» — І. Тобілевича
- Стецько — «Сватання на Гончарівці» — Г. Квітки-Основ"яненка
- Борис — «Гроза» — О. Островського
- Григорій Муров — «Без вини винуваті» — О. Островського
- Фердінант — «Мачуха» — О. Бальзака
- Ранк — «Нора» — Р. Ібсена
- Микита — «Влада темряви» — Л. Толстого
- Клод — «Стежкою шпигуна» — О. Дюма
- Шварц — «Утрачений син» — В. Арбузов
- Юра — «Тіні забутих предків» — В. Маньківський за тв. М. Коцюбинського
- Раду — «У неділю рано зілля копала» — О. Кобилянської

Акторську працю Симчич протягом багатьох років поєднував з режисерською. Закінчив Республіканські дворічні режисерські курси в 1953 році. Створив на сцені чимало вистав, що були в свій час окрасою репертуару Коломийського театру, зокрема історична драма «Олекса Довбуш» Макаренко і Дубовик, інсценізація художніх творів М. Коцюбинського «Тіні забутих предків» та О. Кобилянської «У неділю рано зілля копала».
Репертуарний лист режисера Симчича Василя Ілліча за час роботи в Коломийському драмтеатрі ім. Я.Галана від 1944 до 1962 рр.
1. Олекса Довбуш — Макаренко і Дубовик
2. Капітан Коршун — В. Собко
3. Людина шукає щастя — А. Школьник
4. Чотири дев'ятки — Пістоленко
5. Ключі до щастя — О. Корнієнко
6. Дальня луна — С. Голованівський
7. Сусіди — О. Корнієнко
8. Диявол на весіллі — А. Хоменко
9. Кухарка — А. Сафронов
10. Сувора повість — Ф. Вольний
11. Дівчина у веснянках — А. Успенський
12. Утрачений син — О.Арбузов
13. Сільські вечори — М. Леканов
14. Дай серцю волю — заведе в неволю — М. Кропивницький
15. Доки сонце зійде, роса очі виїсть — М. Кропивницький
16. Сватання на Гончарівці — Г. Квітка-Основ"яненко
17. Шельменко-денщик — Г.Квітка Основ"яненко
18. Не судилось — М. Старицький
19. Ніч під Івана Купала — М. Старицький
20. Сто тисяч — І. Тобілевич
21. Тіні забутих предків — В. Маньківський за тв. М. Коцюбинського
22. Лісова пісня — Леся Українка
23. Для домашнього вогнища — І. Франко
24. Свої люди — поквитаємось — М. Островський
25. Глибоке коріння — ГоуіДюссо
26. Мачуха — О. Бальзак
27. Таємний шлюб — Гаррік
28. Нора — Г. Ібсен
29. Тайфун — Цяо-Юй
30. Стежкою шпигуна — О. Дюма

Після ліквідації професійного театру у грудні 1962-го Симчич гуртує навколо себе людей, закоханих у театральне мистецтво, а згодом це товариство любителів офіційно стає народним театром.
Газета «Червоний прапор» 6.03.1971 р. «Велике враження залишає вистава „Лісова пісня“. I артисти, і публіка аплодували головному режисеру народного театру В.Симчичу, який вперто і довго працював з колективом. I його сподівання, і наші надії виправдалися.
Прекрасні декорації художника (оформлювати виставу був запрошений художник Чернівецького драмтеатру Я. Січкар), як і художника-декоратора міського Будинку культури А.Варадовського, як і майстра світлового оформлення (працівник райлікарні Д. Ільків) з повним правом можна вважати одними з головних дійових осіб вистави. Бо художнє і світлове оформлення були не просто складовими компонентами, а несли великий емоційний і психологічний заряд, сприяли глибокому розкриттю змісту, ідеї і образів драми».
Згадуються ще такі постановки Василя Симчича в Народному театрі як «Старик» М.Горького, «12» — Мирослава Ірчана і особливо Миколи Куліша «97» — присвячена 50-річчю радянської влади. Ця вистава була удостоєна Золотої медалі на Республіканському огляді-конкурсі самодіяльних народних театрів.
Симчич дуже любив працювати з обдарованою молоддю. Мав при народному театрі молодіжну студію. Найздібніших відбирав і готував, хто бажав, до вступу у театральні вузи, поповнював колектив театру. 3 його легкої руки і на сьогодні є освічені професіонали у мистецтві. Зокрема його учні: Народний артист України, Олександр Биструшкін, Заслужений артист України, актор Львівського театру ім. Заньковецької Роман Біль, артист театру і кіно Дмитро Наливайчук.

## У великому кіно
У великому кіно Василь Симчич почав зніматися досить пізно, однак перше запрошення було ще перед війною. Народний артист України І. П. Кавалерідзе побачив гру Василя в «Безталанній» і відразу запросив його на кінопроби. Однак тоді роботу над фільмом перервала війна. Друга спроба відбулася під час навчання в Києві на режисерських курсах 1953—1954 рр. Василь Симчич знявся у фільмі «Іван Франко» режисера Тимофія Левчука, де грав друга Великого «Каменяра» Остапа Терлецького, але за словами самого актора, образ вийшов не дуже переконливий.
1956 року була ще роль вчителя із Закарпаття Андрія Романовича у кінокартині «Царі». Згодом в 60-х роках режисер Леонід Осика, створюючи фільм «Кам'яний хрест» доручив Симчичу роль сусіда Івана Дідуха — першого покутського емігранта — Георгія, привабливий, яскравий кінообраз якого Симчич відтворив на екрані просто і природно. Перед глядачем постав бідний, придавлений нуждою і несправедливістю знедолений селянин з тих далеких гірких часів.
Кінорежисер Леонід Осика любив кіноактора Василя Симчича, і саме він написав поздоровчу статтю в газеті «На екранах України» № 2 від 11 січня 1975 року до 60-річчя від дня народження актора «Майстри українського кіно — Василь Симчич».
За сім років роботи в кіно Василь Симчич зіграв багато ролей, в Українській РСР, Прибалтиці, на «Мосфільмі». Одна з яких — роль священика Мирона у фільмі режисера Ю. Іллєнка «Білий птах з чорною ознакою». Але, мабуть, найбільша з усіх — це роль Захара Беркута в однойменному фільмі за повістю Івана Франка.
Ігор Герета — викладач Тернопільської вищої духовної семінарії ім. Патріарха Йосипа Сліпого, у своїй статті "Два Василі, або дві розповіді на тему «Церква і миряни» (журнал «Божий Сіяч», жовтень 1995 р.) ось як оцінює роботу актора у фільмі Ю. Ільєнка — І. Миколайчука: «Я ж уперше побачив його на екрані в знаменитому фільмі довженківців „Білий птах з чорною ознакою“, а перед тим мені захоплено розповідав про Василя Симчича у цьому фільмі Богдан Ступка. I дотепер у пам'яті моїй не
згасають його мудрі, зіркі очі, очі священика. Це був, до речі, чи не перший кінофільм, в якому священик — позитивний герой. Це, звичайно, заслуга творців фільму, але якби не Симчич, священик цей не був би таким натхненним, глибоко духовним, який буквально випромінював несхитну віру в Христа Спасителя і любов до українського народу, котрий переживав тяжкі випробовування у боротьбі зі зловісним московським окупантом. Його священик — це душпастир, провідник народу, який був для нього усім».

## Фільмографія
1. Остап Терлецький — «Іван Франко», режисер: Тимофій Левчук, «Кіностудія імені Олександра Довженка» (1956)
2. Андрій Романович, вчитель — «Царі», «Одеська кіностудія» (1964)
3. Газда Георгій — «Камінний хрест» режисер: Леонід Осика, «Кіностудія імені Олександра Довженка» (1967)
4. Мирослав, наймит — «Анничка», режисер: Борис Івченко, «Кіностудія імені Олександра Довженка» (1968)
5. О. Мирон — «Білий птах з чорною ознакою», режисер: Юрій Іллєнко, «Кіностудія імені Олександра Довженка» (1969)
6. Андрій Осадчий, художник — «Осяяння», режисер: Володимир Денисенко, «Кіностудія імені Олександра Довженка» (1970)
7. Захар Беркут — «Захар Беркут», режисер: Леонід Осика, «Кіностудія імені Олександра Довженка» (1971)
8. Дід Карпо — «Зозуля з дипломом», режисер: Вадим Іллєнко та І. Самборський, «Кіностудія імені Олександра Довженка» (1971)
9. В ролі сліпого — «Наперекір усьому», режисер: Юрій Іллєнко, «Філмскі-студіо Титоград» (Чорногорія), «Кіностудія імені Олександра Довженка» (1971)
10. п. Гаштаута — «Потоп», режисер: Єжи Гофман к-я Лодзь Польща (1972)
11. В ролі батька — «Пропала грамота», режисер: Борис Івченко, «Кіностудія імені Олександра Довженка» (1972)
12. Матей Діброва — «Новосілля», режисер: Василь Ілляшенко, «Кіностудія імені Олександра Довженка» (1973)
13. Нечай — «Повість про жінку», режисер: Володимир Денисенко, «Кіностудія імені Олександра Довженка» (1973)
14. Максим Бесараб — «Дід лівого крайнього», режисер: Леонід Осика, «Кіностудія імені Олександра Довженка» (1973)
15. Кошевич — «Весілля», режисер: Радомир Шаранович, «Філмскі-студіо Титоград» (Чорногорія), «Кіностудія імені Олександра Довженка» (1973)
16. О. Будзиновський — «До останньої хвилини», режисер: Валерій Ісаков, «Одеська кіностудія» (1973)
17. Конструктор Мітрофанов — «Якщо хочеш бути щасливим», режисер: М. Губенко, «Мосфільм» (1974)
18. Марчюс Крейвенас, батько Тоц — «Розколоте небо», режисер: Маріонас Гедріс, «Литовська кіностудія» (1974)
19. Іваночко, гуцул-провідник — «Карпати, Карпати…» трилогія «Дума про Ковпака», режисер: Тимофій Левчук, «Кіностудія імені Олександра Довженка» (1974)
20. Балтарагіс, мельник — «Чортова наречена» (мюзикл)", режисер: Арунас Жебрюнас, «Литовська кіностудія» (1974)
21. сліпий — «Кінь, рушниця і вільний вітер», режисер: Володимир Іовіце, «Молдова-фільм» (1975)
22. Лихвар-скупщик крадених коней — «Табір іде в небо», режисер: Еміль Лотяну, «Молдова-фільм» (1976)
23. Коваль-циган — «Циган», режисер: І. Латуринський, «Молдова-фільм» (1976)
24. Батько Оленьки — «Мій ласкавий та ніжний звір», режисер: Еміль Лотяну, «Мосфільм» (1977)

## Телеграми із сімейного архіву
Про ритм життя розповідають телеграми, які є штрихом до творчої діяльності актора:
- «Переконливо прошу повідомити можливість приїзду на пробу „Мосфільм“ картину „Сибіріада“ режисер Михалков-Кончаловський. Сценарій опублікований в „Новоммире“ перший номер. Роль вічного діда. Дзвоніть додому асистенту режисера Галині Бабичевій».
- "Просимо повідомити «Мосфільм» «Якщо хочеш бути щасливим» можливість прибуття. Проби середина червня. Режисер Губенко".
- «Запрошуємо кінопроби 8,9,10 квітня фільм „Мустанг-іноходець“ режисер Негреску кіностудії „Київнаукфільм“ згоду, дату приїзду, поїзд телеграфуйте Гуревич».
- «Просимо Вас повідомити можливість вильоту акторські проби картини „Зінниця ока“ виробництва кіностудії „Киргиз-фільм“ режисер-постановник Базаров. Необхідна рекомендація акторського відділу „Мосфільму“. Дату вильоту телефонуйте. Директор картини Симонян».
- «Пропонується роль занятість 31 день: лютий 4 дні, березень 5 днів, квітень 14 днів, зайнятість в Польщі 8 днів. Телефонуйте згоду адрес Мінськ Білорусфільм Кондратов».
- «Худрадою кіностудії Ви затверджені роль старця фільмі „Коньружьевольныйветер“ Молдова фільм Іовіце Латуринський — Лескунова».
- «Прошу прибути Одесу 15-18 жовтня кінопроби фільмі „Повернення“ телеграфуйте — директор картини — Бенюва».
- «Ваша проба затверджена. Деталі листом. Зйомки кінець вересня — Юрьева».
- «Можна стригтися бажаєм успіхів з повагою група Лотяну-Вульман».
- «Зйомку відмінили телеграфуйте виздоровлення — Боднарчук».
- «Запрошуємо терміново виїхати Львів зйомок ювілейного фільму Леся Українка сценах Миколайчуком Степанковим 28-го п'ятнадцятій годині зйомки».

I вже після смерті:
- «Кінематографісти України глибоко сумують разом з Вами з приводу передчасної смерті Василя Ільковича Симчича та висловлюють Вам та близьким глибоке співчуття — Секретаріат правління Спілки кінематографістів України».
- «Приймітъ співчуття у зв'язку з утратою, яка потрясла усіх хто любить Василя Ільковича. Світла пам'ять дивовижному імені Людині Акторові — кінорежисер Роман Балаян».
- «Василь Симчич був і залишається одним з найкращих акторів нашого часу, людиною рідкої краси, справжній син Карпат. Будемо його пам'ятати й любити, як і раніш, режисер Еміль Лотяну».
- «Прийміть сердечні співчуття Ваше горе, моє горе Олександр Биструшкін».

Приїхали попрощатись вірні побратими: Іван та Марічка Миколайчуки, Борис Савченко, Іван Гаврилюк, Бронислав Брондуков, Віктор Маляревич, Дмитро Наливайчук.